# Sophie Langlois
Sophie Langlois est une journaliste et correspondante en Afrique pour la télévision de Radio-Canada. Elle écrit aussi dans ses carnets et sur son blog sur le site web de cette même chaîne.

## Biographie
Sophie Langlois commence à Radio-Canada en 1993 comme reporter à la radio, à Québec. Elle devient ensuite journaliste pour l'émission Enjeux. Puis elle se consacre aux enquêtes économiques pour le service des nouvelles de la télévision, à Montréal. 
Correspondante parlementaire à l'Assemblée nationale pendant plus de cinq ans (de 2000 à 2005), elle couvre aussi les suites du terrible tsunami en Indonésie et la grippe aviaire au Vietnam.
Elle devient correspondante à Washington en 2006, où elle rend compte, notamment, de la spectaculaire chute de popularité de George W. Bush. Depuis août 2007, Sophie Langlois est la correspondante de Radio-Canada pour l'Afrique. Elle nous fait découvrir non seulement les conflits qui ravagent le continent noir, mais aussi l'extraordinaire quotidien d'un milliard d'Africains, leur courage, leur dignité, leur sourire.

## Nomination
Pendant la période durant laquelle elle travaille comme journaliste pour l'émission Enjeux, elle lève le voile sur le scandale de Cinar, une enquête qui lui a valu le prix Judith-Jasmin en 2000.

## Interventions
Au mois de novembre 2011, Mme. Langlois a participé à une conférence donnée à l'Université de Montréal sur les ONG et les journalistes à l'international.